# Saturnino Gatti

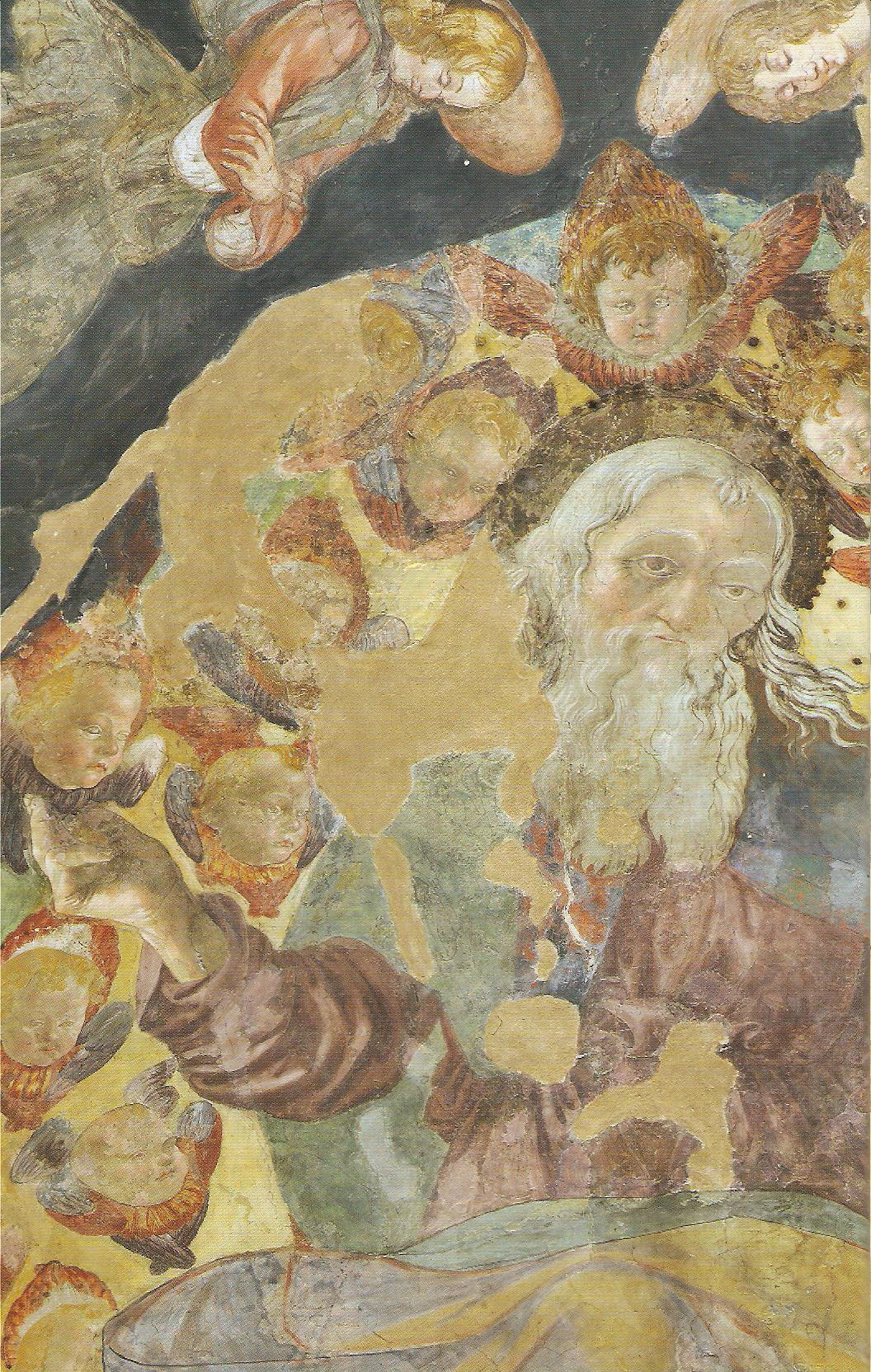
Eterno Padre, particolare del Paradiso nella chiesa di San Panfilo a Tornimparte (1491-1494).

Saturnino Gatti (San Vittorino, 1463 circa – L'Aquila, 1518 circa) è stato un pittore e scultore italiano, considerato da molti il più fecondo del suo territorio.

## Biografia

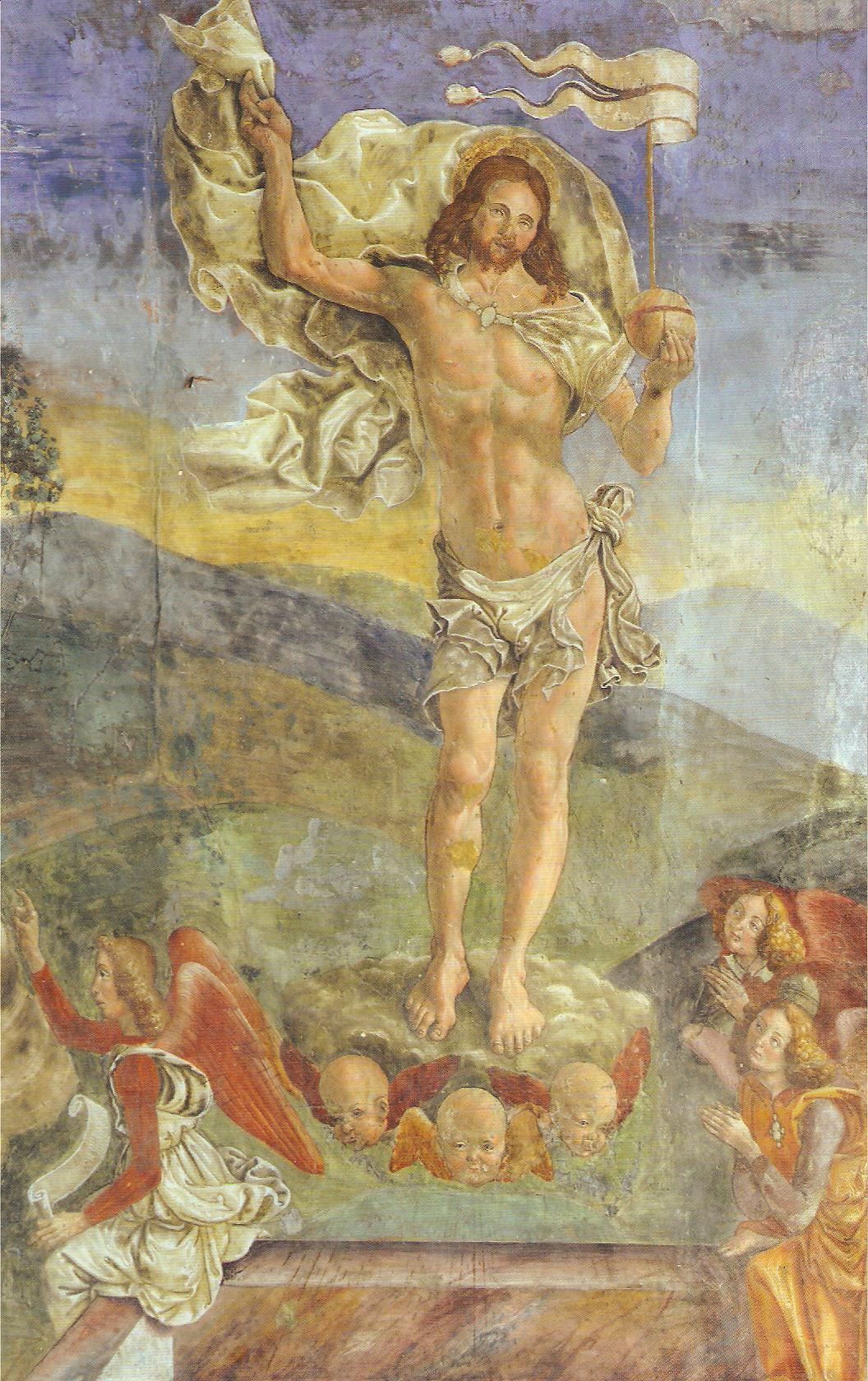
Resurrezione, dalle Storie di Cristo affrescate nella Chiesa di San Panfilo a Tornimparte.

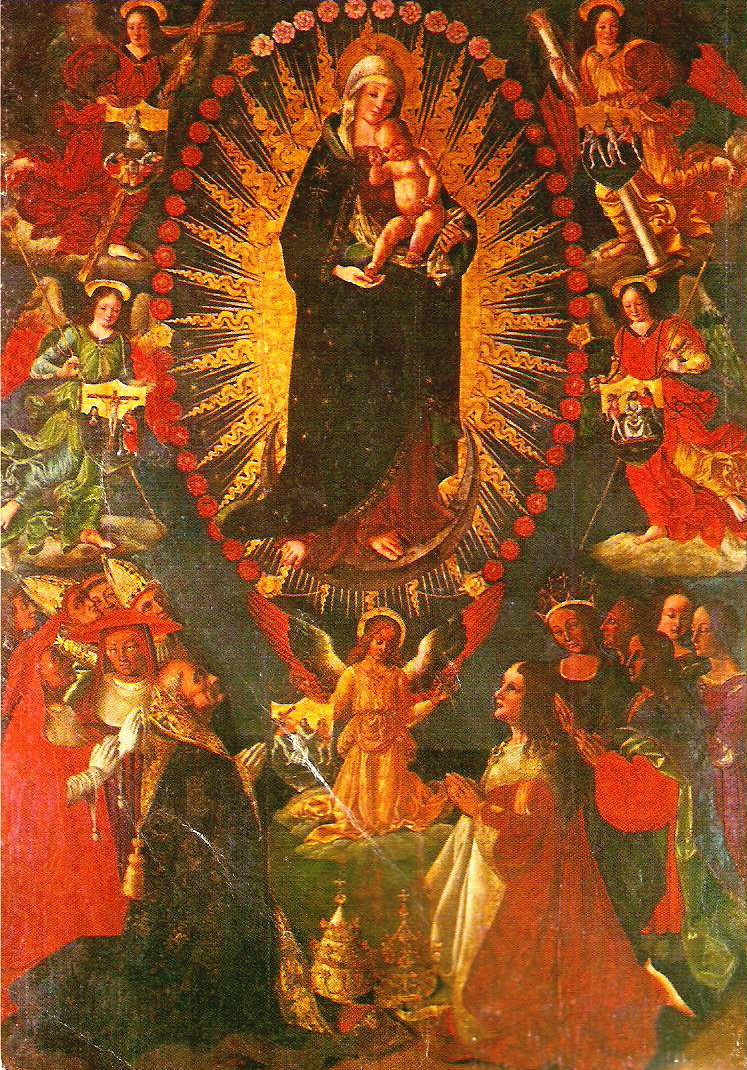
Il capolavoro del Gatti, la Pala del Rosario (1511) nel Museo nazionale d'Abruzzo all'Aquila.

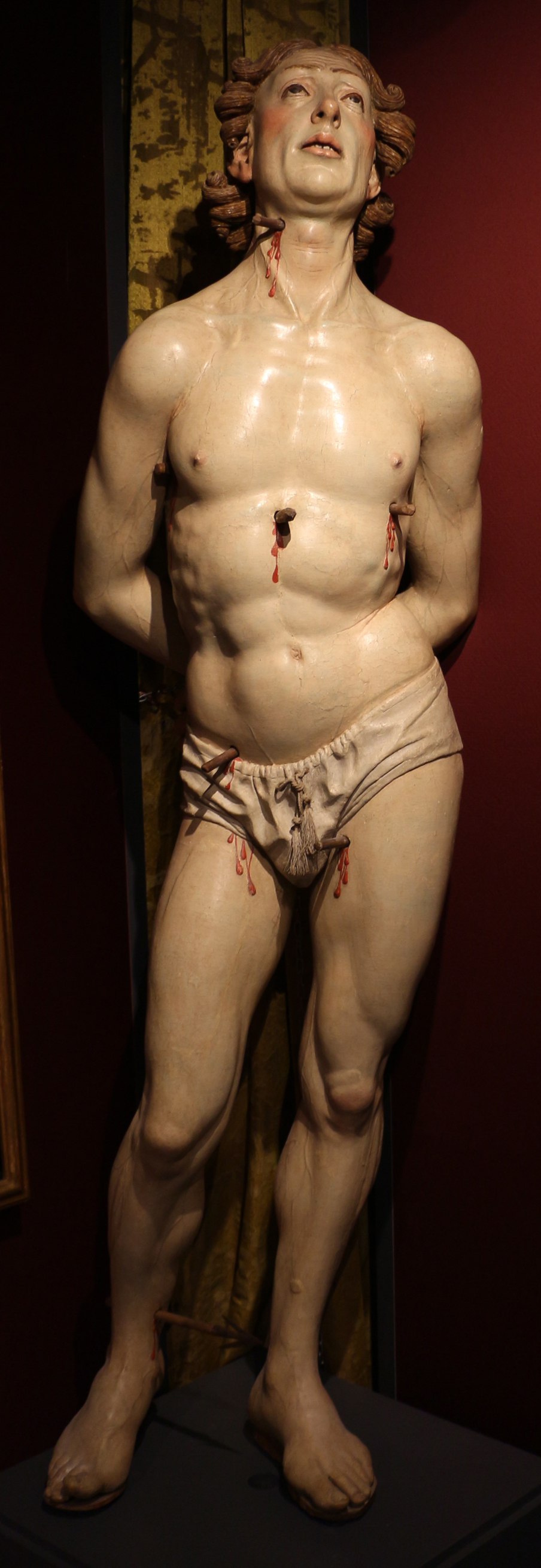
Statua di San Sebastiano (Abbazia di San Giovanni, Lucoli)

Si formò inizialmente all'Aquila, presso la bottega di Silvestro dell'Aquila. Successivamente conobbe e forse frequentò la bottega del Verrocchio. Dopo i lavori fiorentineggianti della maturità (ciclo di affreschi alla chiesa di San Panfilo di Villagrande di Tornimparte), sul finire del XV secolo maturò uno stile vicino a Piermatteo d'Amelia ed Antoniazzo Romano. Il suo capolavoro di questo periodo è la Pala del Rosario, del 1511, ora al Museo Nazionale d'Abruzzo nel capoluogo abruzzese.
Molto discutibili sono le attribuzioni degli affreschi di Goriano Valli (Tione degli Abruzzi), e di alcune Madonne in terracotta già a Città Sant'Angelo e Spoltore. Più probabile l'autografia di una tavola con la Madonna col Bambino di proprietà della Cassa di Risparmio della Provincia dell'Aquila. La sua bottega fu fiorente per tutto il Cinquecento e tra i suoi migliori allievi è da ricordare Bernardino di Cola del Merlo.
Come scultore è di sua sicura fattura il Sant'Antonio Abate, originariamente situato nella chiesa di Santa Maria del Ponte a Tione degli Abruzzi. Dagli anni Venti anche quest'opera è esposta al Museo Nazionale d'Abruzzo dove è andata distrutta nel terremoto dell'Aquila del 2009; ridotta in ottocento frammenti, è stata quindi sottoposta ad un restauro certosino — eseguito tra il 2014 ed il 2017 — che l'ha rigenerata.
Morì presumibilmente nel 1518.

## Opere

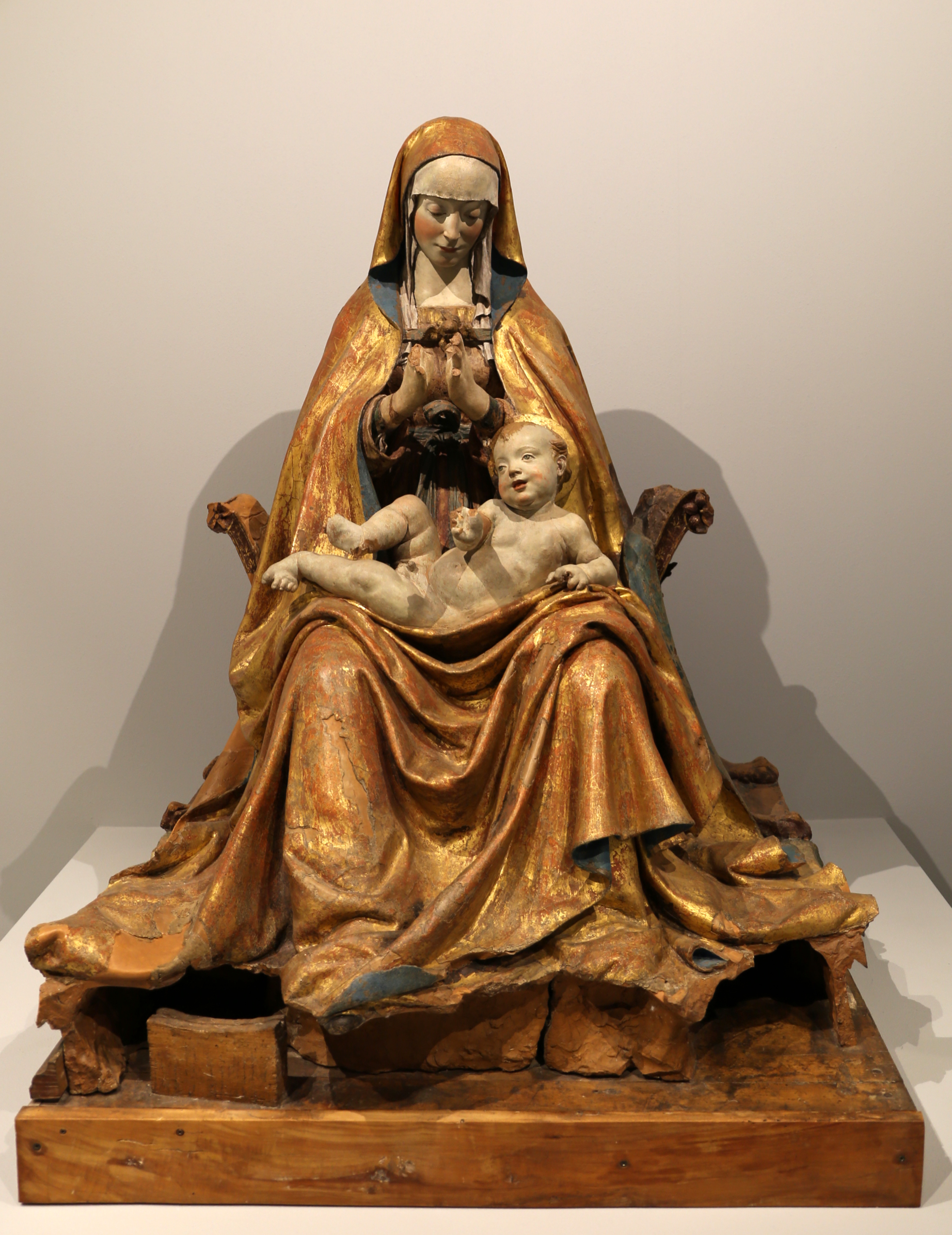
Madonna col Bambino (1506), dalla chiesa di Santa Maria di Collemaggio, L'Aquila

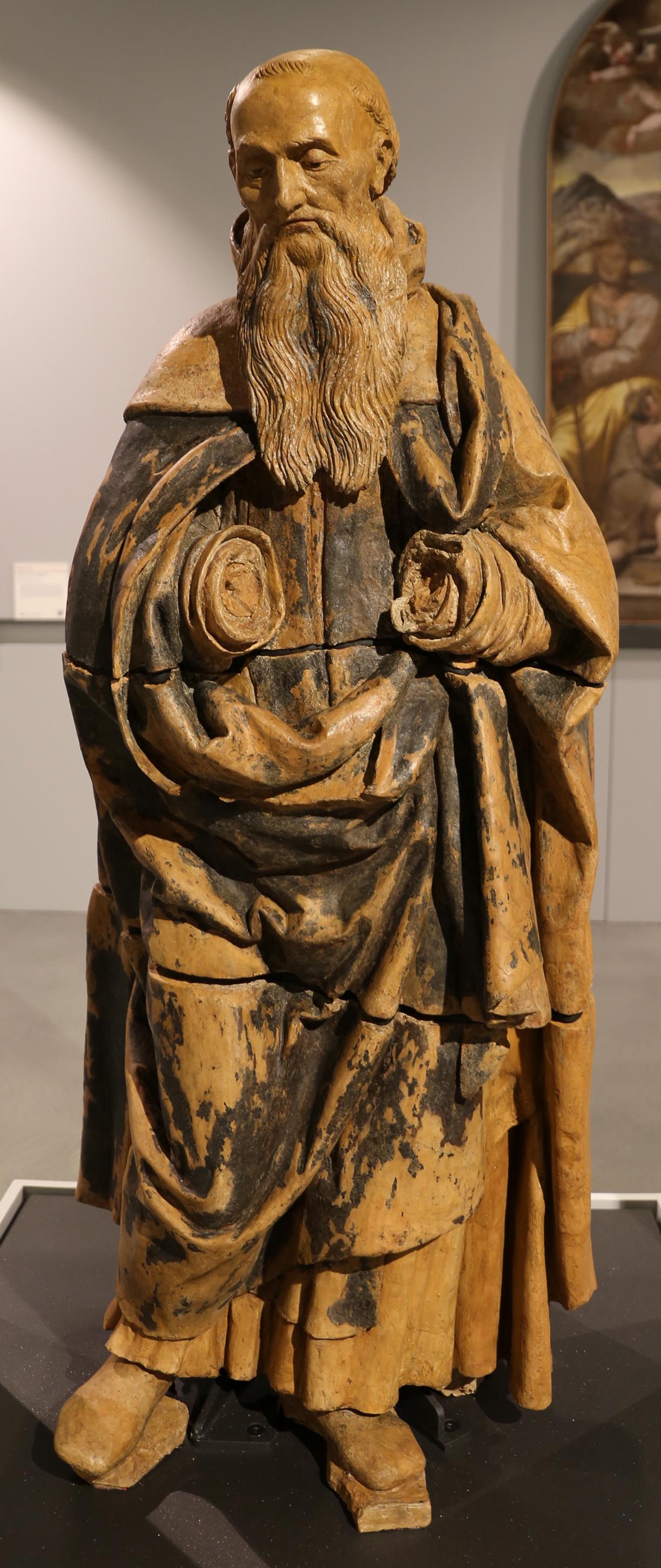
Sant'Antonio abate (1512), dalla chiesa di Santa Maria del Ponte, Tiene degli Abruzzi

### Miniatura
- Miniature della Bibbia del duca di Urbino, 1467- 1471 (assieme ad altri allievi della bottega di Andrea Verrocchio); Firenze, Biblioteca Laurenziana.

### Pittura
- Madonna di Loreto, tempera su tavola, 1480 circa; New York, Metropolitan Museum, proveniente dal tempietto di Santa Maria a Norcia (?).
- Madonna con Bambino, tempera su tavola, 1488; L'Aquila, collezione della Cassa di Risparmio della provincia dell'Aquila, proveniente dalla collezione Dragonetti-De Torres all'Aquila.
- Storie di Santa Caterina (frammenti), ciclo di affreschi, 1492 (in collaborazione con Giovanni Antonio di Percossa); Terranova Sappo Minulio, chiesa di Santa Caterina[2].
- Storie della Passione di Cristo e Il Paradiso, ciclo di affreschi, 1491- 1494 (ritocchi del XVII secolo); Tornimparte, chiesa di San Panfilo.
- Madonna con Bambino e due angeli, tempera su tavola, 1496- 1497; L'Aquila, Museo Nazionale d'Abruzzo, proveniente da Palazzo Margherita all'Aquila.
- Adorazione dei pastori, affresco, 1490- 1510; Coppito (L'Aquila), chiesa di San Pietro: l'opera è stata rinvenuta dopo il sisma del 2009).
- Madonna con Bambino, affresco, 1500 circa; L'Aquila, chiesa di Santa Margherita.
- Beato Vincenzo Giuliani, tempera su tela, 1509; L'Aquila, Convento di San Giuliano.
- Trittico del Salvatore, tempera su tavola, 1510-1515; Rignano Flaminio, chiesa parrocchiale.
- Madonna del Rosario e donatori (Pala del Rosario), tempera su tavola, 1511; L'Aquila, Museo nazionale d'Abruzzo, proveniente dalla chiesa di San Domenico all'Aquila.
- Madonna con Bambino e i santi Nicola, Francesco (?) e Antonio abate (?), affresco, 1515; Assergi (L'Aquila), chiesa di Santa Maria Assunta (San Franco).
- Storie di S.Margherita di Antiochia, ciclo di affreschi (frammenti), XV secolo; Cascia, Chiesa di S.Margherita.

### Scultura
- Madonna adorante (originariamente con Bambino), terracotta originariamente dipinta, 1499- 1500; L'Aquila, Museo Nazionale d'Abruzzo, proveniente dalla chiesa parrocchiale di San Panfilo a Spoltore.
- Sant'Antonio abate, terracotta policroma, 1500-1501; L'Aquila, Museo Nazionale d'Abruzzo, proveniente dalla chiesa di Santa Maria del Ponte a Tione degli Abruzzi: l'opera è andata distrutta nel sisma del 2009 e successivamente restaurata.
- Madonna con Bambino (Madonna di Collemaggio), terracotta policroma, 1510-1515 circa; L'Aquila, Basilica di Santa Maria di Collemaggio.
- Sant'Antonio abate, terracotta, 1513; Cornillo Nuovo (Amatrice), chiesa di Sant'Antonio abate.
- San Sebastiano, legno policromo, 1517; Celano, Castello Piccolomini.